# Lyftverket Niederfinow

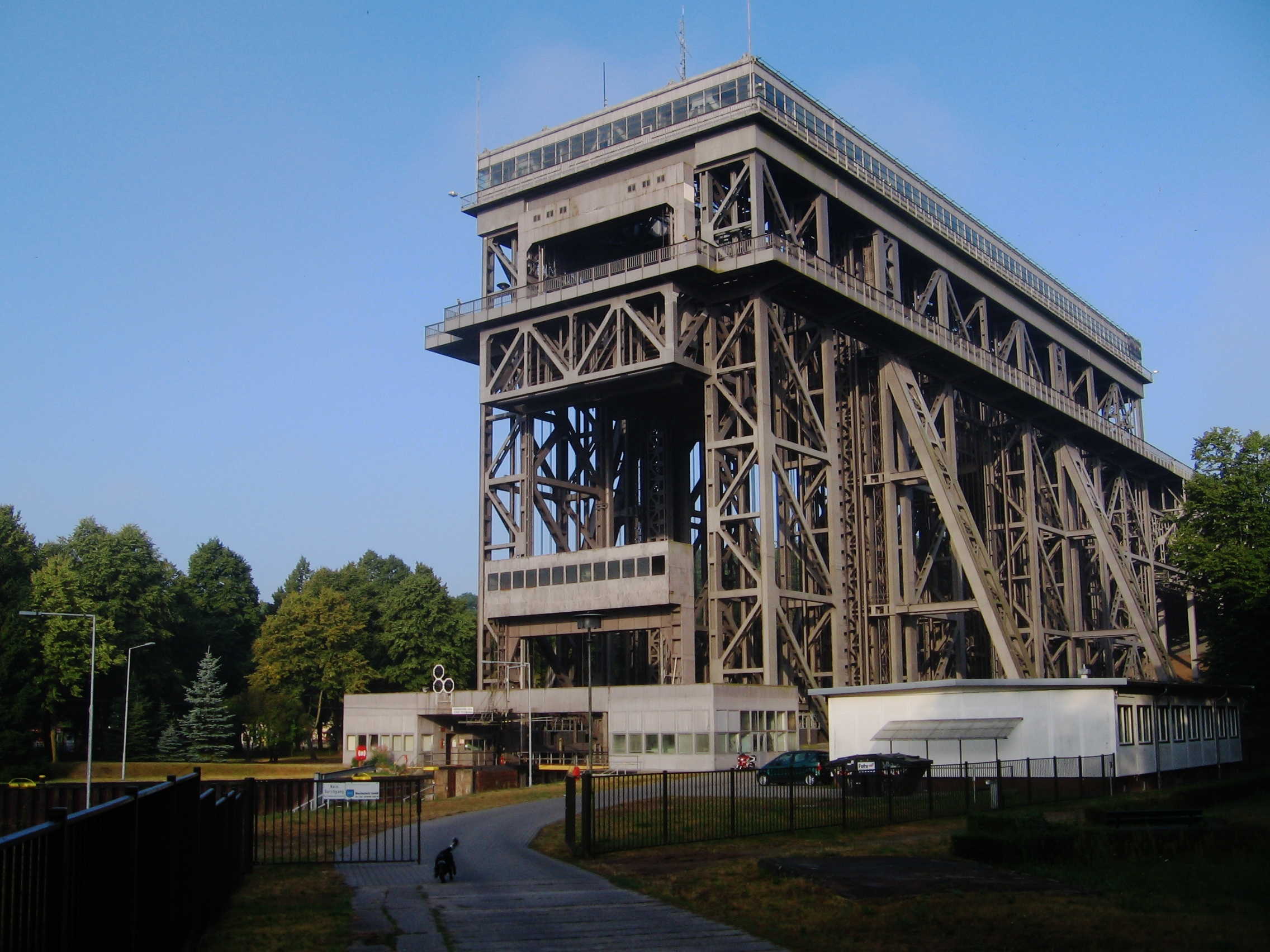
Det ursprungliga lyftvetket Niederfinow

Niederfinows lyftverk (tyska Schiffshebewerk Niederfinow) är den äldsta fungerande båtlyften i Tyskland. Den ingår i Oder-Havelvattenvägen och ligger nära orten Niederfinow i delstaten Brandenburg. Båtlyften har en lyfthöjd på 36 meter, tog sju år att bygga och ersatte 1934 en tidigare slusstrappa med fyra slussar. Lyftverket har på 2010-talet transporterat cirka 11 000 båtar per år, vilket ligger nära dess maximala kapacitet. På grund av detta, samt att somliga pråmtåg inte fick plats i trågen, beslöts 1997 att bygga en ny större båtlift vid sidan om den ursprungliga.

## Historik

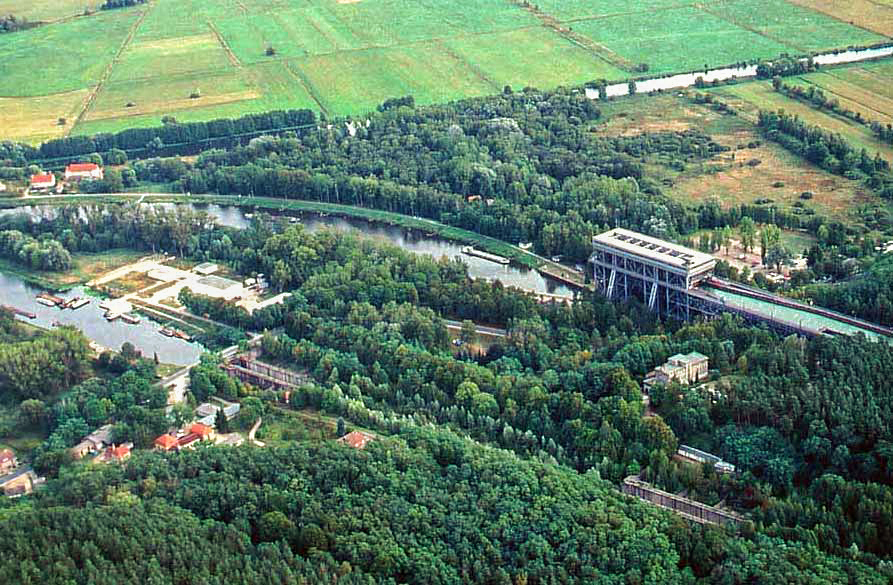
Lyftverket Niederfinow

När vattenvägen mellan Berlin och dåvarande Stettin invigdes den 17 juni 1914, fanns på denna plats en slusstrappa som innehöll fyra slusskammare. Kapaciteten på dessa slussar blev relativt snabbt för liten, varför ett lyftverk började byggas 1927.
Bygget av det nya lyftverket pågick 1927–1934 och det invigdes 1934. Konstruktionen är totalt 60 meter hög, har en längd på 94 meter och nettotiden för själva lyftet är cirka 5 minuter. Under det inledande året fraktades 2 832 000 ton genom lyften.
Per januari 1939 hade 100 000 båtar passerat genom lyftverket.

## Galleri

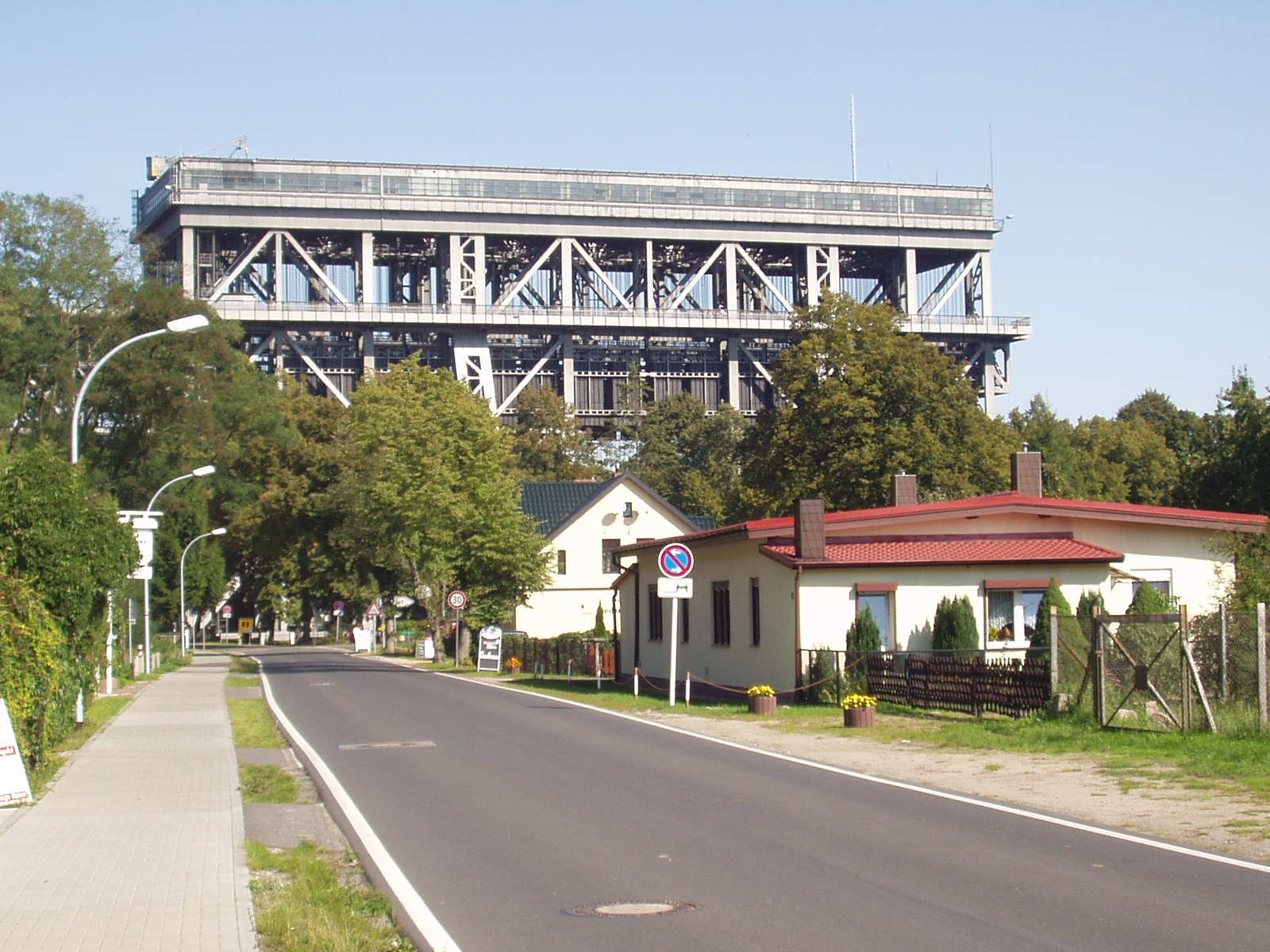
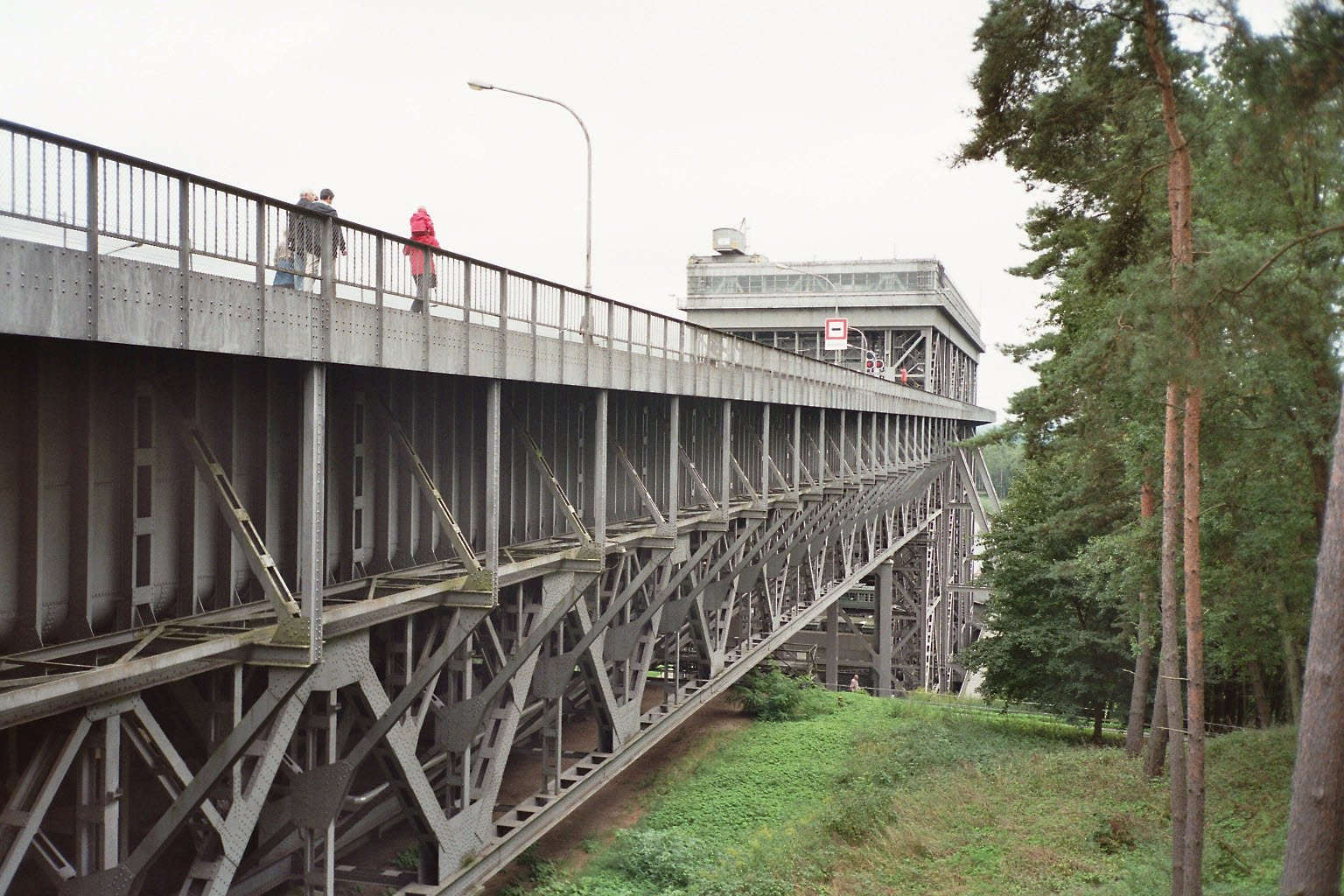
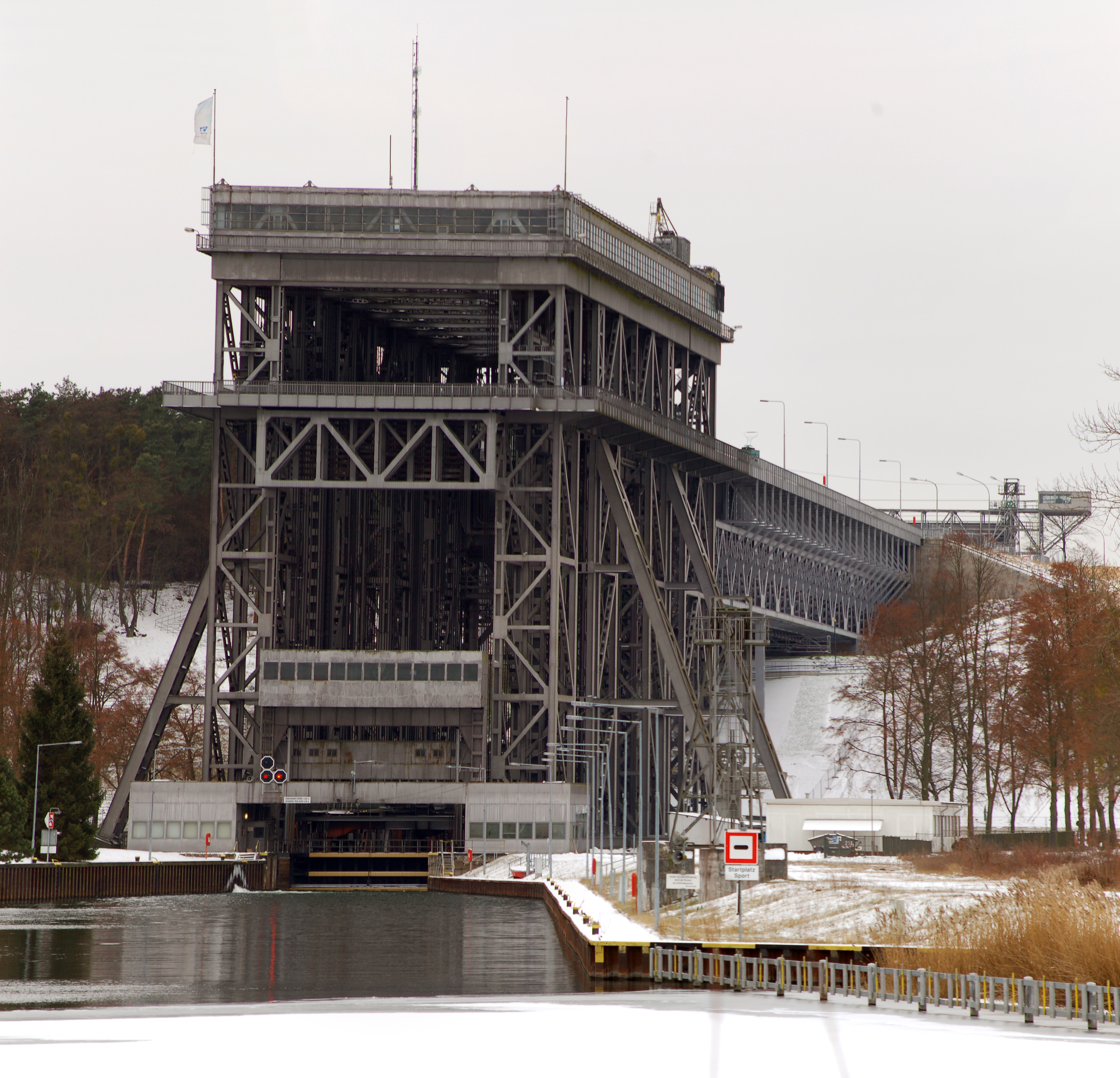
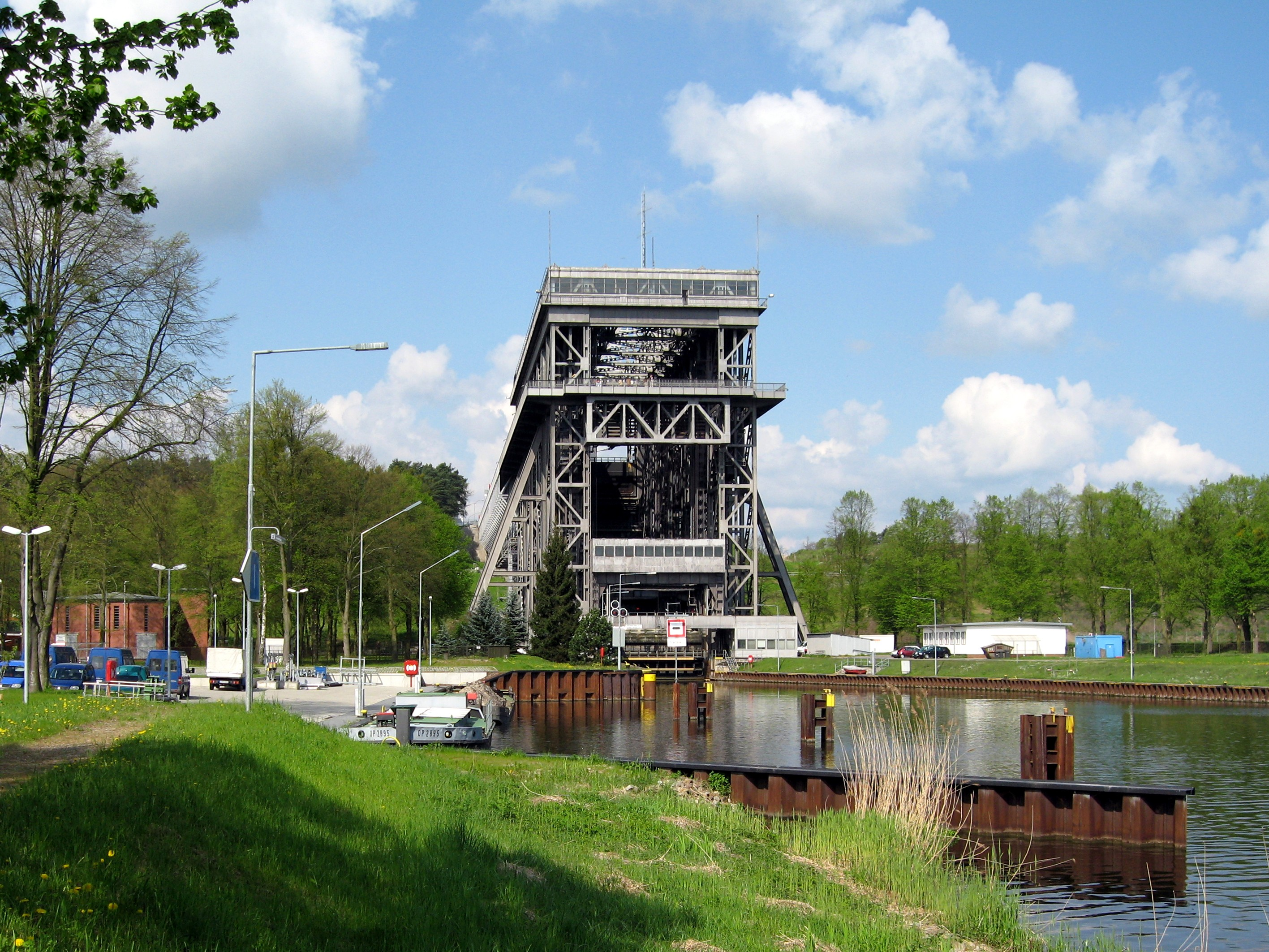

## Turism
Niederfinows lyftverk är ett populärt turistmål med cirka 500 000 besökare per år. På grund av detta byggdes där en större bilparkering som invigdes 2003.

## Teknikfakta
Konstruktionen är cirka 60 meter hög, 94 meter lång och 27 meter bred. För att bygga anläggningen gick det åt 72 000 kubikmeter betong och 14 000 ton stål. Lyfthöjden är 36 meter och lyfttråget är 12 meter brett, 85 meter långt och 2,5 meter djupt. Tråget väger 4 300 ton varav 2 500 ton är det vatten som det innehåller. De 256 stålkablar som håller tråget är 52 mm diameter och de löper över 3,5 meters brythjul till 192 stycken motvikter. Inklusive transport in och ur lyftverket tar ett lyft cirka 20 minuter, varav själva lyftet tar cirka fem minuter. Lyftverket ersatte en tidigare slusstrappa med fyra kammare, som det normalt tog en och en halv timma att slussas igenom. Lyftverket är numera ett tekniskt byggnadsminne och det besökts årligen av cirka 500 000 besökare. Lyftverket renoverades 1980 och lyftkablarna ersattes 1984/85. 

## Schiffshebewerk Niederfinow Nord

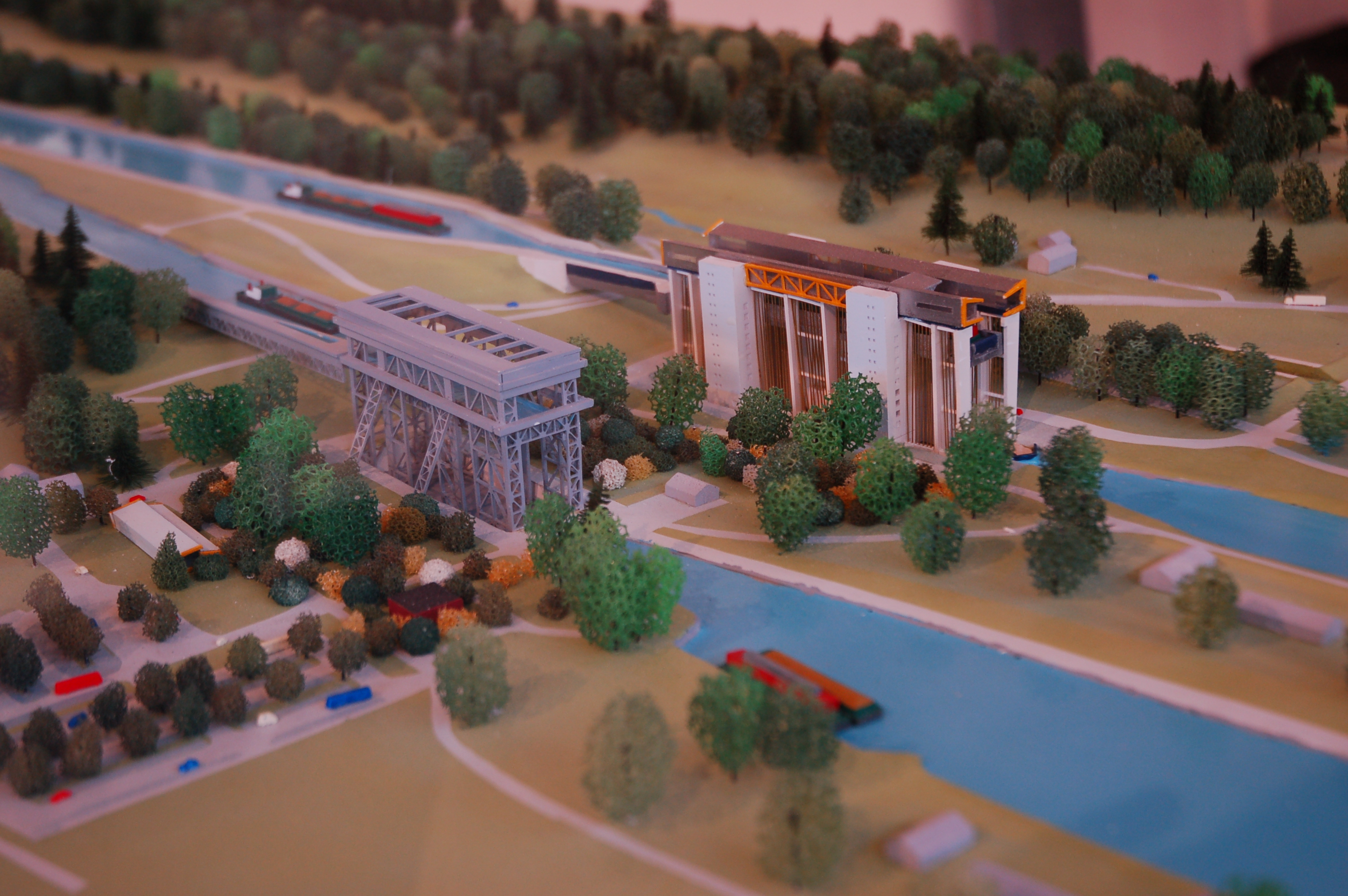
Modell med den nya nordliga lyften till höger

Numera passerar runt 11 000 båtar lyftverket årligen och på grund av den fortsatt ökade trafiken på Oder-Havelkanalen samt att båtlyftens tråg var för kort för somliga pråmtransporter, beslutades 1997 att en större båtlyft skulle byggas omedelbart norr om den ursprungliga. Bygget påbörjades 2006 med att riva den lägsta slussen mellan det gamla lyftverket och den ursprungliga slusstrappan, och den första grundstenen lades 2009. Den nya båtlyften, som har byggts av Bilfinger Berger, öppnades för trafik den 5 oktober 2022 efter många års förseningar. 
Det nya tråget är 115 meter långt, 12,5 meter brett och 4 meter djupt. Bruttovikten ligger på 9 000 ton. Det gamla lyftverket har beräknats kunna användas åtminstone fram till 2025.